# 3. komunikacijska brigada (ZDA)
3. komunikacijska brigada (izvirno angleško 3rd Signal Brigade) je bila komunikacijska brigada Kopenske vojske Združenih držav Amerike.